# 希俄斯考古博物馆
希俄斯考古博物馆（英语：Archaeological Museum of Chios）是希腊希俄斯岛的一个博物馆，位于希俄斯城 Michalon 街。它建于1966年至1971年，占地面积2500平方米，底楼1200平方米用于展览。
该馆于1998年进行了装修，1999年11月重新开放，收藏在希俄斯岛各处古遗址发现的从新石器时代到古罗马时代的文物。其中许多文物是由英国考古学校发掘。
三楼的展览名为“古代的普萨拉”，展出在普萨拉岛发现的花瓶，金饰品等文物，其中一个花瓶可追溯至公元前14世纪。